# Kebon Bawang
Kebon Bawang is een kelurahan in het noorden van Jakarta, Indonesië. Het dorp telt 50.452 inwoners (volkstelling 2010).